# Carlentini
Carlentini – miejscowość i gmina we Włoszech, w regionie Sycylia, w prowincji Syrakuzy.
Według danych na rok 2004 gminę zamieszkiwało 16 840 osób, 107,3 os./km².